# Buchstabensalat

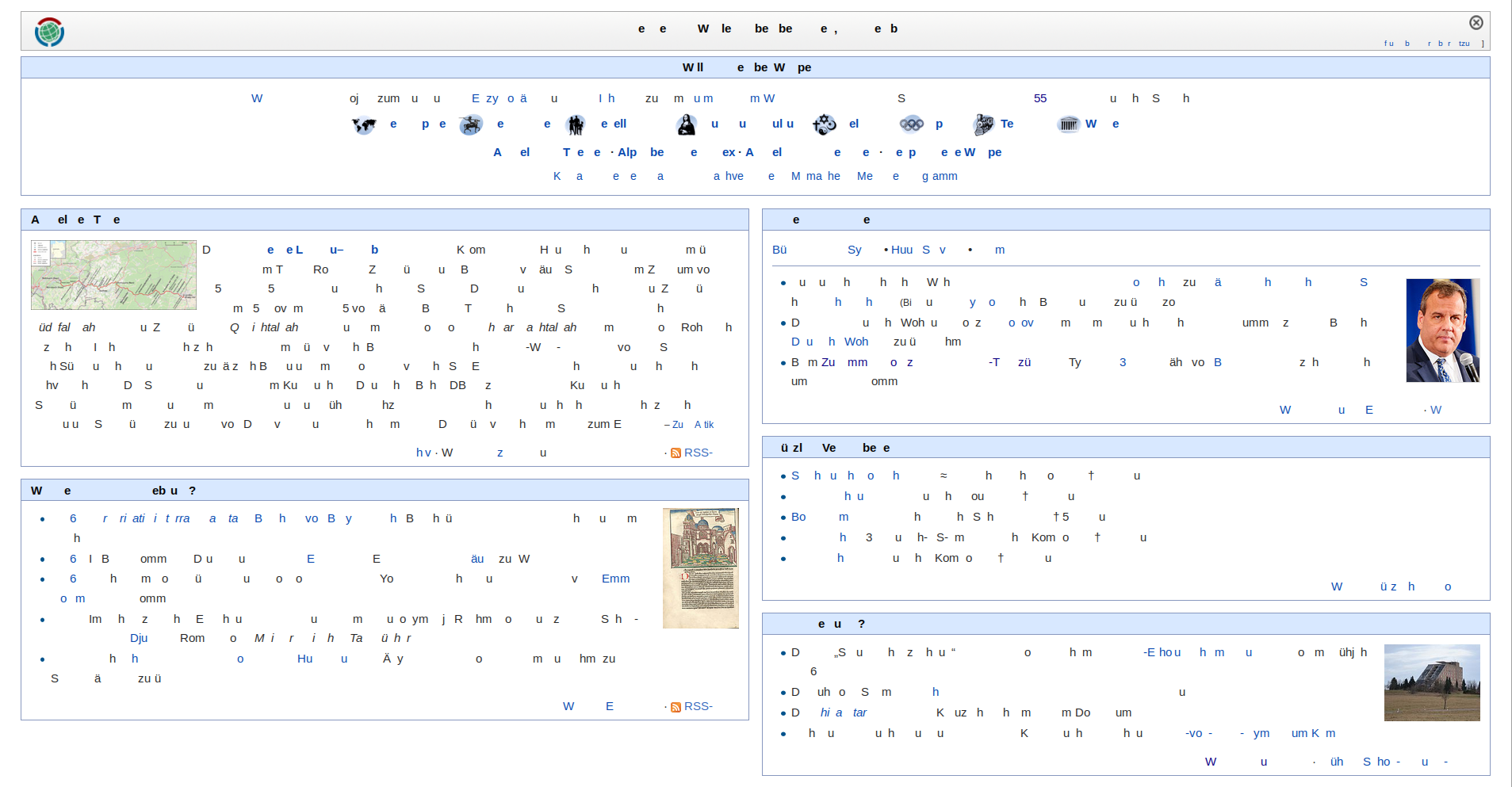
Buchstabensalat in der Wikipedia

Als Buchstabensalat wird umgangssprachlich ein Durcheinander von Zeichen mit nicht oder nur schwer erkennbarem Sinn bezeichnet. Er wird zum Beispiel durch fehlerhafte Druckertreiber oder bei Tastaturtests produziert. Auch kryptographisch verschlüsselte Texte erscheinen in den meisten Fällen als Buchstabensalat.
Das Betrachten von digitalen Texten in der falschen Zeichensatztabelle führt regelmäßig zu einer speziellen Form von Buchstabensalat, der als Zeichensalat bezeichnet wird. In der Pädagogik wird der Begriff Buchstabensalat als Buchstabenspiel beim Lesenlernen angewendet, indem die Schüler aus einem Buchstabenmix das korrekte Wort herausfinden müssen.
In Schriften von Dementen finden sich „sinnloses Aneinanderreihen von Buchstaben (Buchstabensalat), sinnloser Wirrwarr von Buchstabengruppen (Silbensalat), sinnloses Gefüge von Worten (Wortsalat)“.
Ebenfalls als Buchstabensalat wird eine bestimmte Rätselform bezeichnet, das sogenannte Suchsel. Suchsel bestehen aus einem Buchstabengitter, in dem Wörter versteckt sind, die gesucht werden müssen.

## Lesbarkeit
1976 stellte Graham Rawlinson im Rahmen seiner Dissertation an der University of Nottingham fest, dass die Reihenfolge der Buchstaben innerhalb von Wörtern – sofern ein oder mehrere Anfangs- und Endbuchstaben korrekt blieben – das Leseverstehen nur begrenzt beeinflusste. Dies galt für englische Texte, in denen Wörter mit ein bis drei Buchstaben (die Rawlinson unvertauscht ließ) häufiger als im Deutschen vorkommen. Anscheinend zeigt sich das Phänomen auch in anderen Sprachen. Dabei ist es allerdings von Bedeutung, ob z. B. bei zusammengesetzten Worten deren Bestandteile (Konstituenten) einzeln betrachtet werden. Zudem sind die Länge und der Vertauschungsgrad mitentscheidend, ob ein Wort noch gelesen werden kann. Wenig vertauschte Wörter sind besser lesbar. Das Wort Bcuhstbaenrehenifloge ist noch relativ einfach zu erkennen, während Bbnsghhceeunftloiraee kaum lesbar ist. Hierzu kursiert seit 2003 im Web das untenstehende Beispiel.

„Gmäeß eneir Sutide eneir elgnihcesn Uvinisterät ist es nchit witihcg, in wlecehr Rneflogheie die Bstachuebn in eneim Wrot snid, das ezniige, was wcthiig ist, ist, dass der estre und der leztte Bstabchue an der ritihcegn Pstoiion snid. Der Rset knan ein ttoaelr Bsinöldn sien, tedztorm knan man ihn onhe Pemoblre lseen. Das ist so, wiel wir nciht jeedn Bstachuebn enzelin leesn, snderon das Wrot als gseatems.“

„Gemäß einer Studie einer englischen Universität ist es nicht wichtig, in welcher Reihenfolge die Buchstaben in einem Wort sind, das einzige, was wichtig ist, ist, dass der erste und der letzte Buchstabe an der richtigen Position sind. Der Rest kann ein totaler Blödsinn sein, trotzdem kann man ihn ohne Probleme lesen. Das ist so, weil wir nicht jeden Buchstaben einzeln lesen, sondern das Wort als gesamtes.“